# Ракова (Бакеу)
Ракова (рум. Racova) — село у повіті Бакеу в Румунії. Входить до складу комуни Ракова.
Село розташоване на відстані 256 км на північ від Бухареста, 20 км на північний захід від Бакеу, 81 км на південний захід від Ясс, 145 км на північний схід від Брашова.

## Населення
За даними перепису населення 2002 року у селі проживали 2268 осіб, усі — румуни. Усі жителі села рідною мовою назвали румунську.